# Castelul Gődény de la Balkány
Castelul Gődény se află în Balkány, Szabolcs-Szatmár-Bereg, Ungaria.